# Římskokatolická farnost Maletín
Římskokatolická farnost Maletín je územní společenství římských katolíků v děkanátu Zábřeh s farním kostelem svatého Mikuláše.

## Historie farnosti
První zpráva o maletínské faře pochází z roku 1583, ale zřejmě existovala mnohem dříve. Současný kostel byl vystavěn v letech 1804–1805 na místě staršího podle projektu Jana Sarkandera Thalherra.
Současný kostel byl vystavěn v letech 1782–1786 na místě staršího, připomínaného poprvé v roce 1447.

## Duchovní správci
K prosinci 2016 je administrátorem excurrendo R. D. Mgr. František Eliáš.

## Bohoslužby
| Kostel                | Místo   | Bohoslužba (den)        | Hodina                    | Poznámka        |
| --------------------- | ------- | ----------------------- | ------------------------- | --------------- |
| Kostel sv. Stanislava | Hynčina | neslouží se pravidelně  | neslouží se pravidelně    | filiální kostel |
| svatého Mikuláše      | Maletín | 1. a 3. neděle v měsíci | 14.30 v zimě 15.00 v létě | farní kostel    |

## Aktivity farnosti
Každoročně se ve farnosti koná tříkrálová sbírka, v roce 2016 se při ní vybralo v Maletíně 7 948 korun.
Pro farnost stejně jako další farnosti děkanátu Zábřeh vychází každý týden Farní informace.